# Cheilomenes sexmaculata
Cheilomenes sexmaculata är en skalbaggsart som först beskrevs av Fabricius 1781.  Cheilomenes sexmaculata ingår i släktet Cheilomenes och familjen nyckelpigor. Inga underarter finns listade i Catalogue of Life.

## Bildgalleri

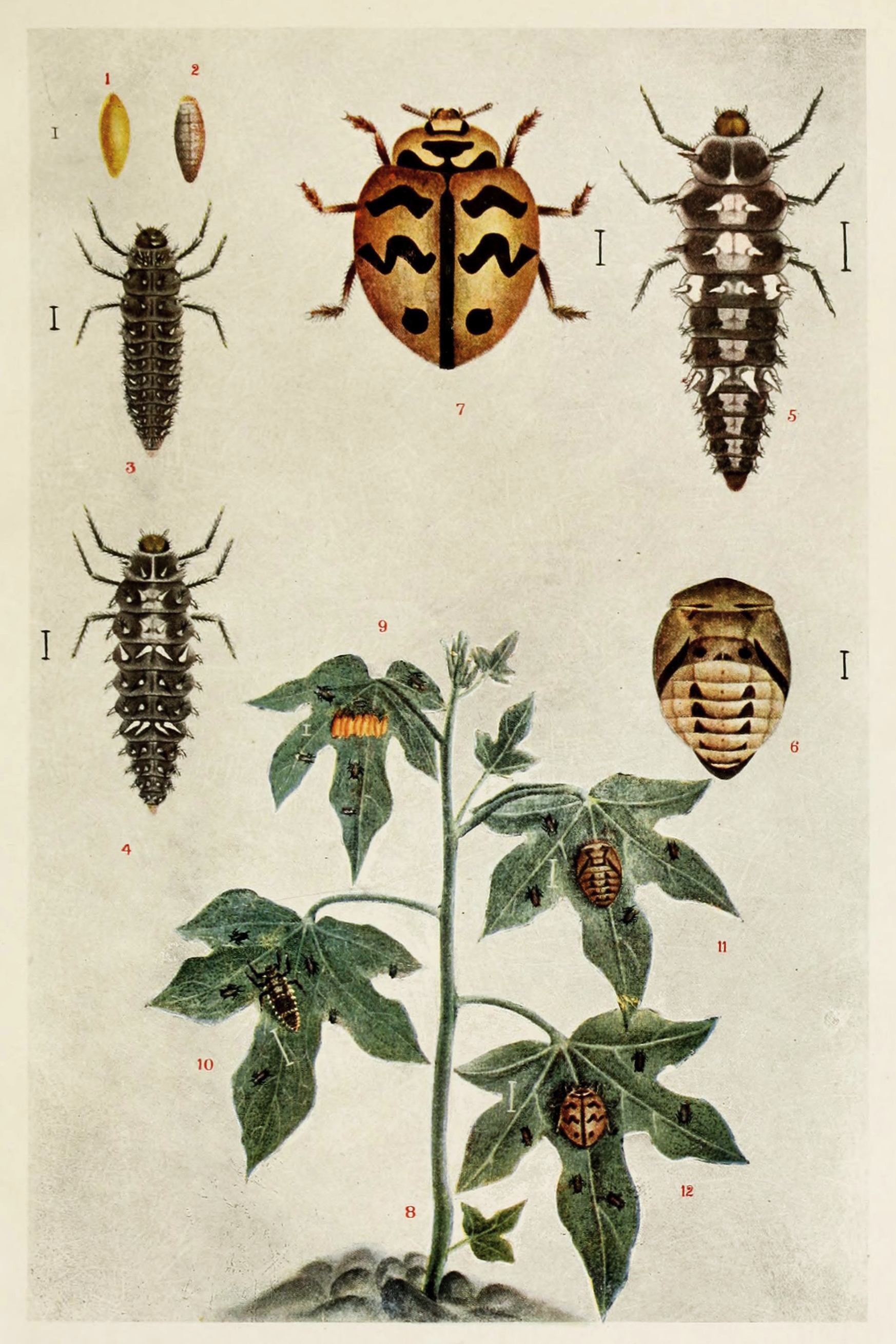
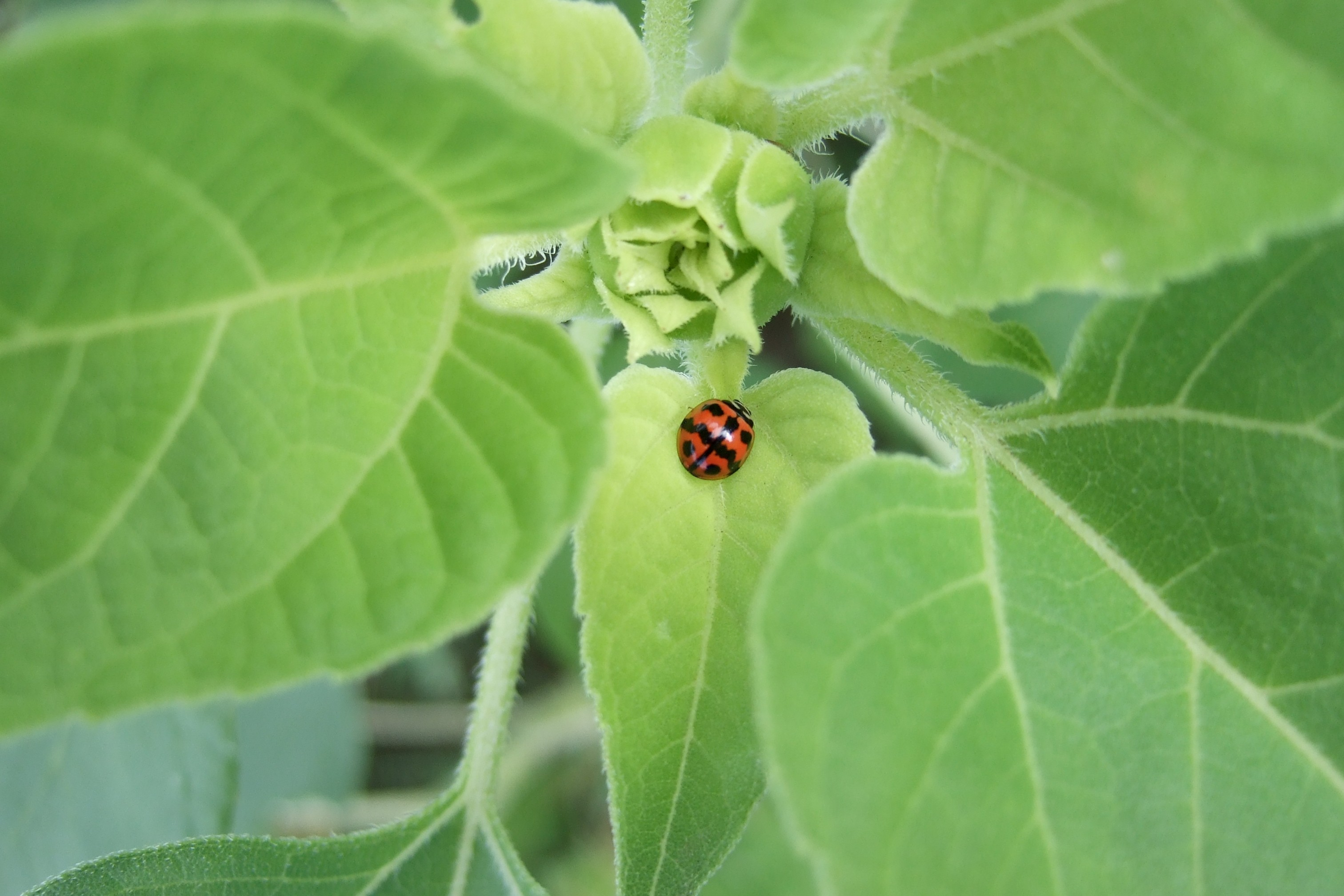
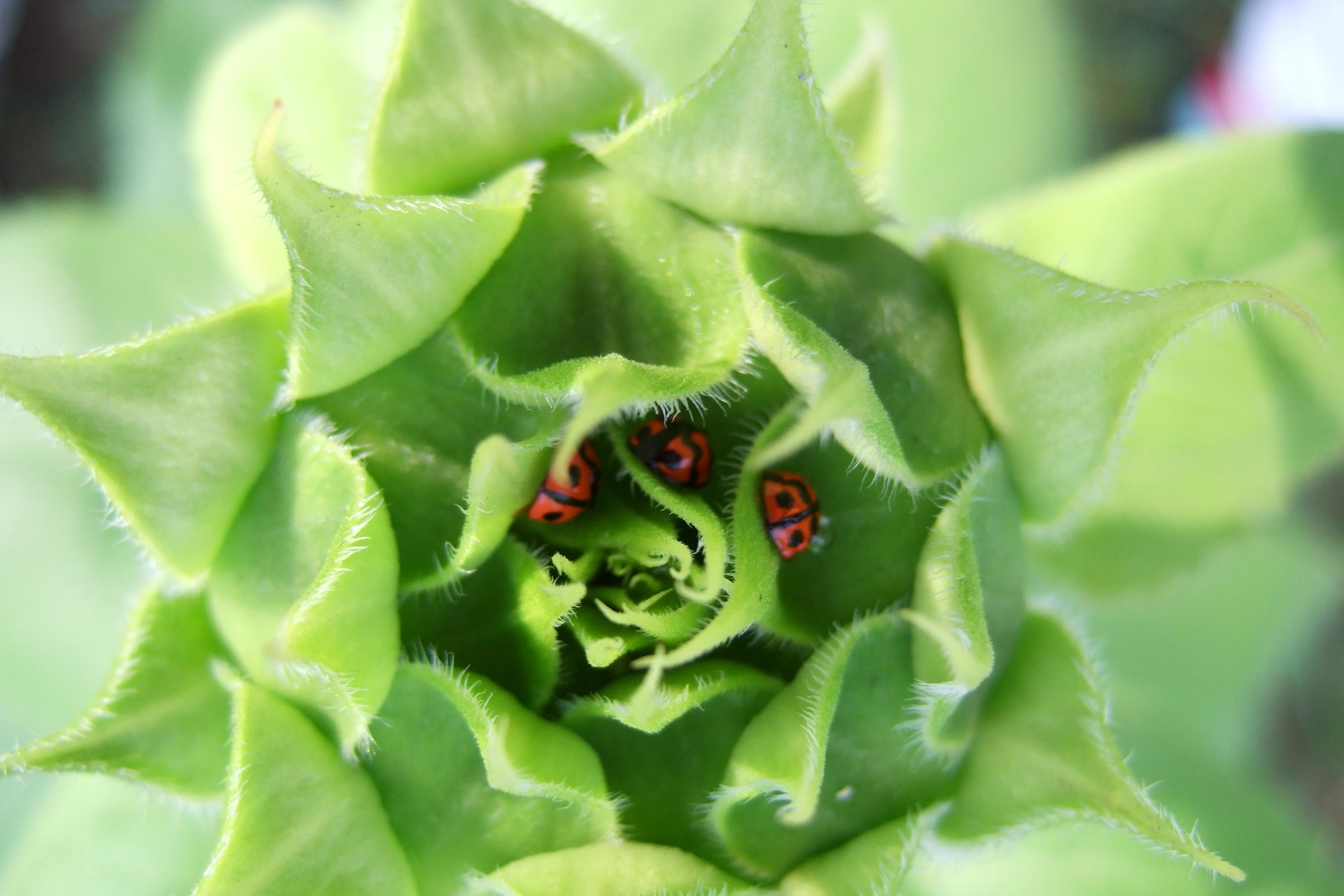
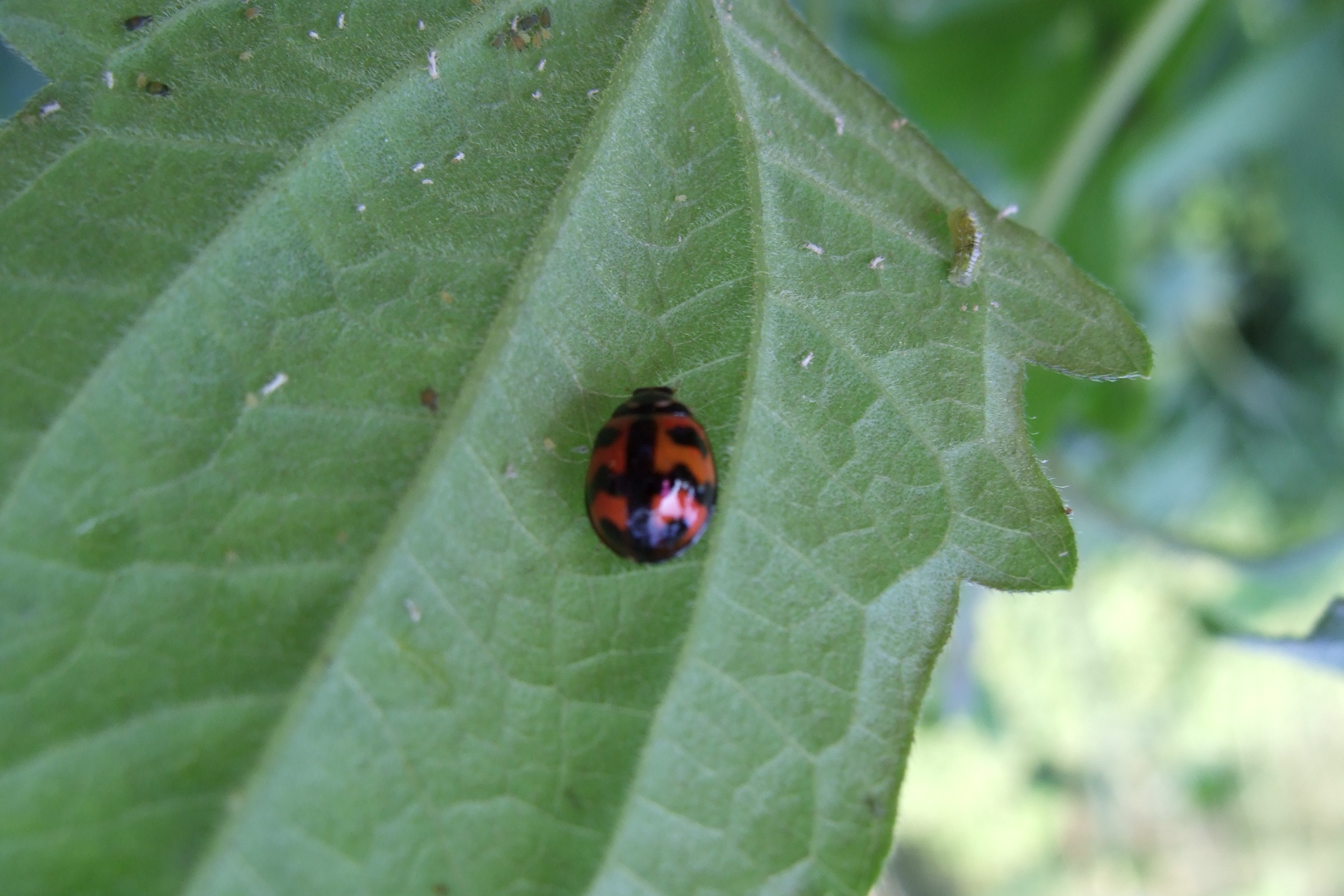